# Epping (hrabstwo Rockingham)
Epping – jednostka osadnicza w Stanach Zjednoczonych, w stanie New Hampshire, w hrabstwie Rockingham.